# Ecgberht II (roi de Northumbrie)
Pour les articles homonymes, voir Egbert.
Ecgberht II  est roi de Northumbrie de 876 à 878.

## Biographie
Il succède à Ricsige à la tête d'un royaume durement éprouvé par les invasions vikings. Un de leurs chefs, le Danois Halfdan Ragnarsson, exerce également le pouvoir dans la région. Halfdan est chassé de Northumbrie en 877 et Ecgberht meurt l'année suivante. Après un interrègne, la Northumbrie se donne pour roi un viking en la personne de Gothfrith.
La fin du règne d'Ecgberht II semble coïncider avec le début des sept années de pérégrination de la communauté monastique de Lindisfarne.